# Rio Jaguari (vattendrag i Brasilien, Rio Grande do Sul, lat -29,50, long -51,35)
Rio Jaguari är ett vattendrag i Brasilien.   Det ligger i delstaten Rio Grande do Sul, i den södra delen av landet, 1 600 km söder om huvudstaden Brasília.
I omgivningen kring Rio Jaguari växer i huvudsak städsegrön lövskog. Området är  ganska tätbefolkat, med 192 invånare per kvadratkilometer.